# پاول موسلیموف
پاول موسلیموف (روسی: Павел Ильич Муслимов؛ زادهٔ ۱۵ ژوئن ۱۹۶۷) ورزشکار دوگانه اهل روسیه است.